# Лингмерт, Давид
Давид Лингмерт (швед. David Lingmerth; род. 22 июля 1987, Транос, Йёнчёпинг)— шведский гольфист, участник летних Олимпийских игр 2016 года, победитель турнира в Огайо в рамках PGA Тура.

## Биография
Давид Лингмерт родился в 1987 году в небольшом шведском городе Транос. Лингмерт учился в американских университетах западной Флориды и Арканзаса, где активно участвовал в соревнованиях по гольфу, выиграв за это время два национальных турнира. Лингмерт стал первым гольфистом из Университета Арканзаса, кому удалось выступить в Кубке Палмера. С 2010 года Давид стал участвовать в профессиональных турнирах. Первое время Лингмерт участвовал в квалификационных турнирах, благодаря успехам в которых он смог пробиться в PGA Тур. В 2012 году Лингмерт выиграл свой первый профессиональный турнир, став победителем Neediest Kids Championship, проходившего в рамках Web.com Тура.
В январе 2013 года шведский гольфист был близок к первой победе в PGA Туре, но в плей-офф турнира Humana Challenge он уступил американцу Брайану Гэю. В том же году Лингмерт впервые выступил на турнирах серии мейджор. На своём дебютном U.S. Open Давид дошёл до финала соревнований и занял высокое 17-е место. В июне 2015 года Лингмерт вышел в плей-офф турнира The Memorial Tournament, где его соперником стал британец Джастин Роуз. Для определения победителя гольфистам пришлось пройти три дополнительных лунки, по итогам которых сильнее оказался шведский спортсмен, выигравший свой первый турнир в рамках PGA Тура.
В августе 2016 года Давид Лингмерт принял участие в летних Олимпийских играх в Рио-де-Жанейро, в программу которых спустя 112 лет вернулся гольф. На протяжении всего турнира Лингмерт показывал довольно стабильные результаты, но неудачная игра в заключительном четвёртом раунде, когда швед прошёл поле за 71 удар, не позволила ему претендовать на призовое место. По итогам олимпийского турнира Лингмерт разделил ещё с трем гольфистами 11-е место, уступив победителю британцу Джастину Роузу 10 ударов. В ноябре 2016 года Лингмерт вместе Александром Нореном представлял Швецию на Кубке мира. По итогам соревнований шведские гольфисты заняли высокую 5-ю позицию, уступив всего 1 удар трём сборным, поделившим 2-е место.

## Результаты на мейджорах
| Чемпионат          | 2013 | 2014 | 2015 | 2016 | 2017 | 2018 |
| ------------------ | ---- | ---- | ---- | ---- | ---- | ---- |
| Мастерс            | -    | -    | -    | CUT  | -    | -    |
| U.S. Open          | =17  | -    | -    | 12   | =21  | -    |
| Открытый чемпионат | -    | -    | =74  | CUT  | -    | -    |
| PGA чемпионат      | CUT  | -    | =12  | =22  | =63  | -    |

## Личная жизнь
С 2013 года женат на Меган Лингмерт. Племянник бывшего игрока НФЛ Ёрана Лингмерта.